# جينيفيف غيليس (ممثلة)
جينيفيف غيليس (بالفرنسية: Genevieve Gilles)‏ هي ممثلة فرنسية، ولدت في 1946 في باريس في فرنسا.

## وصلات خارجية
- جينيفيف غيليس على موقع IMDb (الإنجليزية)
- جينيفيف غيليس على موقع ديسكوغز (الإنجليزية)
- جينيفيف غيليس على موقع قاعدة بيانات الفيلم (الإنجليزية)
- جينيفيف غيليس على موقع كينوبويسك (الروسية)